# Arsène Houssaye

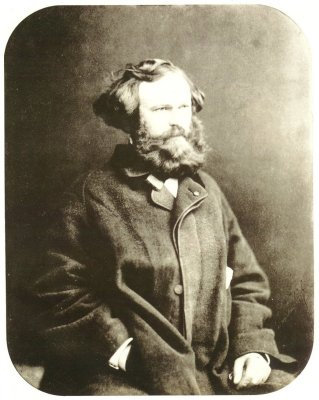
Arsène Houssaye

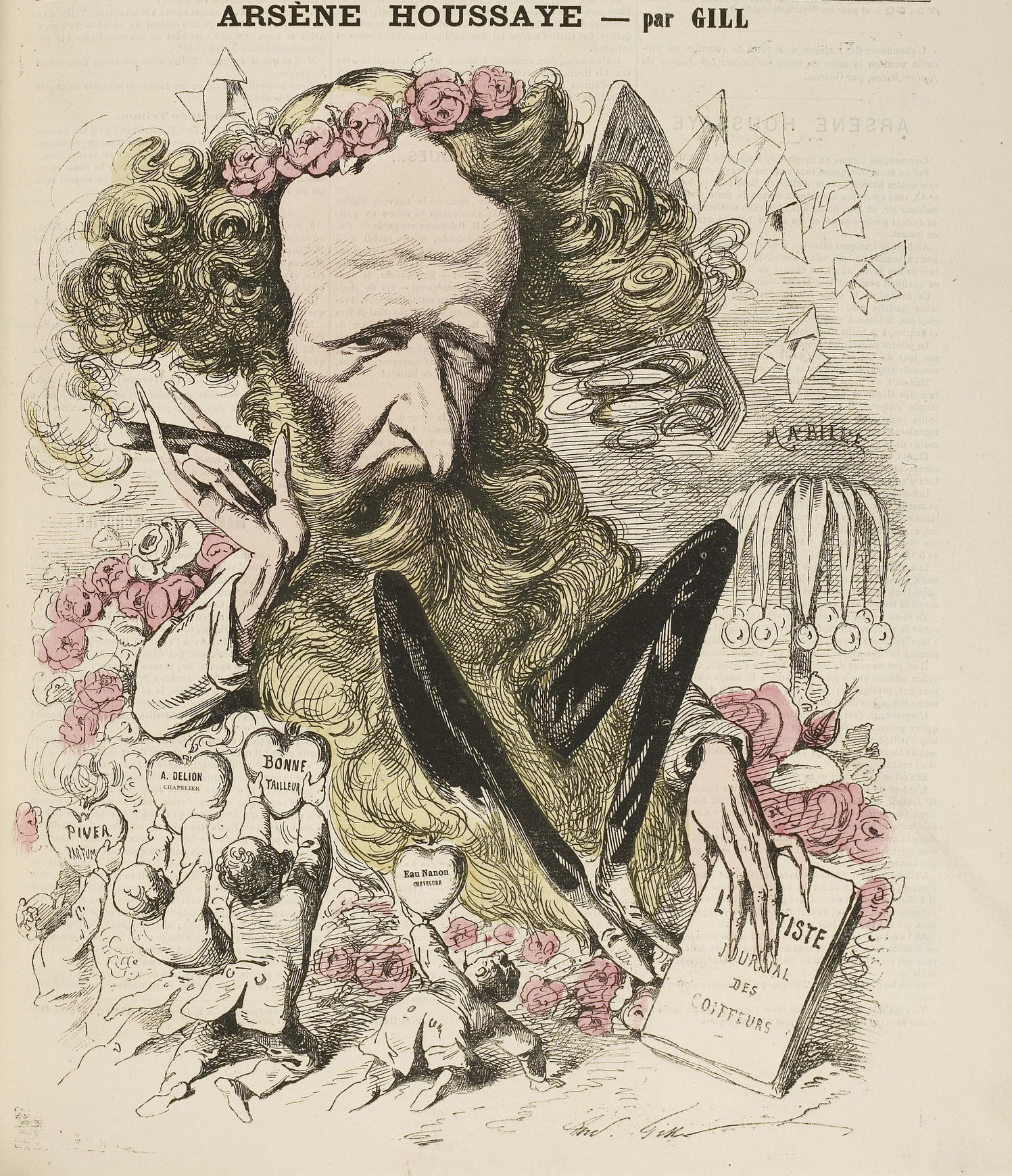
Karikatur

Arsène Houssaye (* 28. März 1815 in Bruyères, Département Vosges; † 26. Februar 1896 in Paris) war ein französischer Journalist, Schriftsteller und Kunst- und Literaturkritiker.

## Leben
Houssaye kam bereits als junger Mensch nach Paris und konnte dort bereits mit 21 Jahren als Schriftsteller erfolgreich debütieren. 1836 erschienen seine beiden Romane „La couronne de bluets“ und „La pécheresse“. Seine Freundschaft mit den Schriftstellern Jules Janin und Théophile Gautier verschaffte ihm bald Zugang zu einigen literarischen Salons und auch seine Zusammenarbeit mit Jules Sandeau machte sich positiv bemerkbar. Über Gautier kam er dann auch in Kontakt mit den Parnassiens.
Gefördert von der Schauspielerin Elisa Rachel berief man Houssaye mit Wirkung vom November 1849 zum Geschäftsführer (Administrator) des Theaters Comédie-Française. In diesem Amt, das er sieben Jahre innehatte, konnte Houssaye für das Theater künstlerisch wie auch wirtschaftlich große Erfolge erzielen. 1856 berief man ihn zum „Generalinspektor der Museen der Provinz“ und zwei Jahre später ernannte man ihn zum Offizier der Ehrenlegion.
In seiner Eigenschaft als Kunstkritiker verfasste Houssaye zwischen 1844/47 das Werk „Histoire de la peinture flamande et hollandaise“, welches sehr kontrovers geführte Diskussionen auslöste. Zum Höhepunkt dieser Auseinandersetzung bezichtigte ihn Joseph Alfred Michiels deswegen des Plagiats und Houssaye beantwortete dies mit dem Pamphlet „Un martyr littéraire“.
Houssaye führte ein großes offenes Haus. Sein wertvoll eingerichtetes Palais stand für jeden Freund offen und seine fast schon sprichwörtliche Gastfreundschaft fand ihren Höhepunkt in Maskenbällen, zu denen Tout Paris geladen wurde und auch kam. Während des zweiten Kaiserreichs und auch noch in den Anfängen der nun folgenden Republik hatte Houssaye eine privilegierte gesellschaftliche Stellung inne; mit Beziehungen bis hin zur Familie des Kaiserhauses.
Vier Wochen vor seinem 81. Geburtstag starb Arsène Houssaye am 26. Februar 1896 in Paris.

## Porträts
Ein Ölporträts Houssayes von Jules Varnier befindet sich in den Sammlungen des Musée de Valence.

## Werke (Auswahl)
Romane
- Les onze maîtresses délaissées (1840),
- La vertu de Rosine (1844),
- Les trois soeurs (1847),
- Philosophes et comédiennes (1850),
- Les filles d'Eve (1852),
- Le repentir de Marion (1854),
- Le violon de Franjolé (1856),
- Les revenants (1859) etc. sowie aus neuester Zeit:
- La belle Raffaëlla (1874),
- Les mille et une nuits parisiennes (1875, 4 Bde.),
- Histoire étrange d'une fille du monde (1876),
- Alice (1877),
- L'éventail brisé (1879, 2 Bde.),
- Mademoiselle Rosa (1882),
- La comédienne (1884) u. a.

Lyrik
- Les sentiers perdus (1841),
- La poésie dans les bois (1845),
- Poëmes antiques (1855),
- La symphonie de vingt ans (1861).

Theaterstücke
- Les caprices de la marquise (1844),
- La comédie à la fenêtre (1852),
- Les comédiennes (1857).

historische, kritische und humoristische Werke
- Galerie de portraits du XVIII. siècle (1846 4 Tle.);
- L'histoire du quarante et unième fauteuil de l'Académie française (1855 eine Satire auf die Akademie);
- Les femmes comme elles sont (1857);
- Le roi Voltaire (1858);
- Histoire de l'art français au XVIII. siècle (1860);
- Les femmes du temps passé (1862);
- Les Charmettes: Rousseau et Mad. de Warens (1863);
- Le palais pompéien de l'avenue Montaigne (1865);
- Molière, sa femme et sa fille (1880).
- Les confessions d'A. H. Souvenirs d'un demi-siècle (1885, 4 Bände eine Biographie).